# ماكس دوغان
ماكس دوغان (بالإنجليزية: Max Dougan)‏ هو لاعب كرة قدم بريطاني، ولد في 23 مايو 1938 في Stoneyburn ‏ في المملكة المتحدة. لعب مع ليستر سيتي ونادي لوتون تاون.